# PDS 70
PDS 70 o V1032 Centauri, è una giovane stella T Tauri che fa parte della costellazione del Centauro, situata a circa 370 anni luce dalla Terra, con una massa 0,76 volte quella solare e con un'età stimata in 5,4 milioni di anni.
La stella ha un disco protoplanetario dove sono presenti due pianeti extrasolari, denominati PDS 70 b e PDS 70 c, che sono stati ripresi direttamente dal Very Large Telescope dell'European Southern Observatory. PDS 70 b è stato il primo protopianeta confermato a essere stato ripreso visualmente.

## Scoperta e denominazione

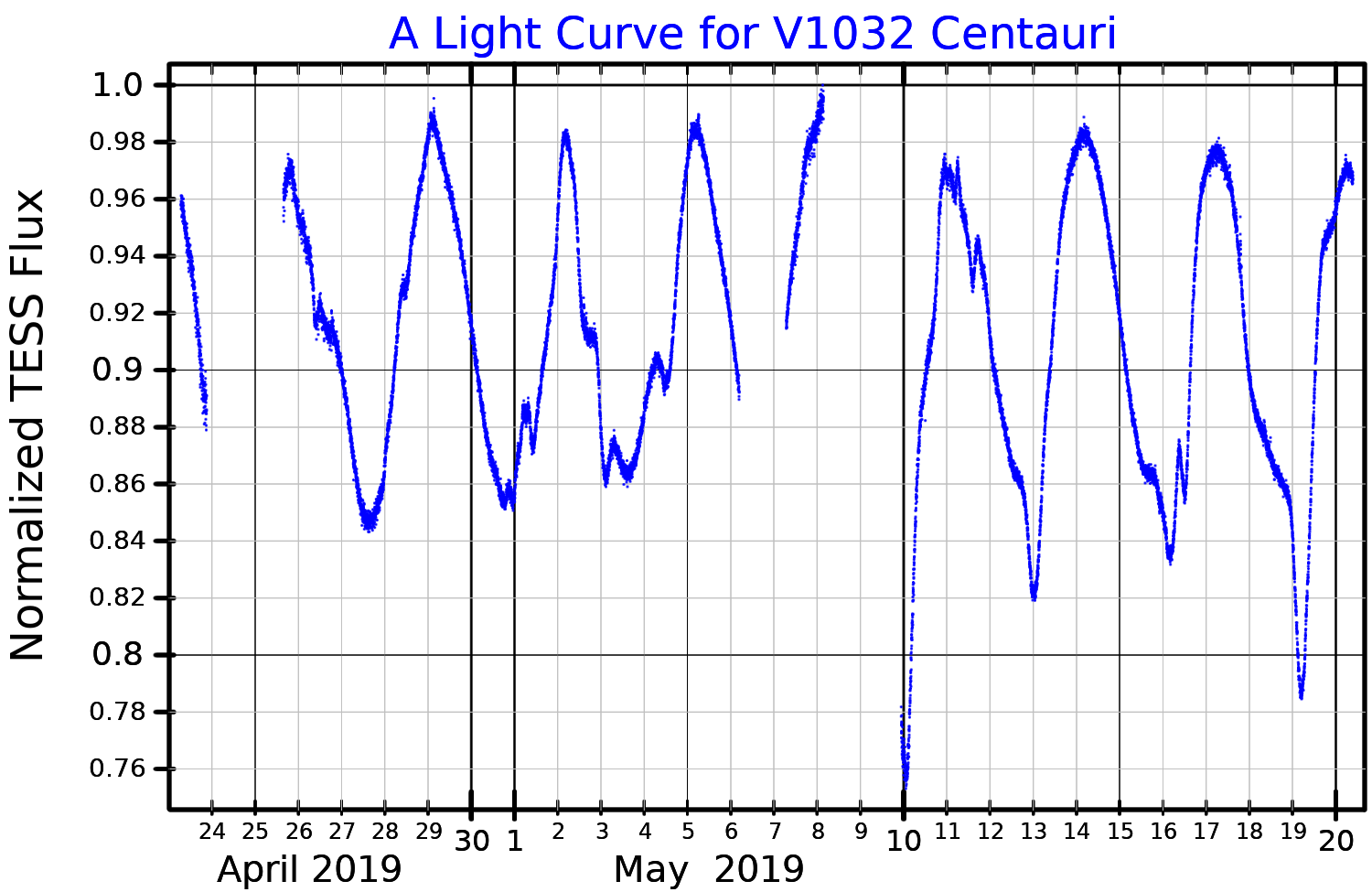
Grafico della curva di luce di PDS 70 ricavato dai dati ottenuti da TESS

La sigla PDS nel nome della stella fa riferimento all'indagine condotta dall'Osservatorio Pico dos Dias per la ricerca di stelle pre-sequenza principale, basata sull'indice fotometrico di colore infrarosso misurato dal satellite IRAS. PDS 70 è stata identificata nel 1992 come variabile T Tauri in base al suo spettro nell'infrarosso.
La luminosità di PDS 70 varia in modo quasi periodico con un'oscillazione di qualche centesimo nella magnitudine apparente in luce visibile. Le misure del periodo riportate in letteratura non sono consistenti tra loro e variano da 3,007 giorni a 5,1 o 5,6.

## Disco protoplanetario

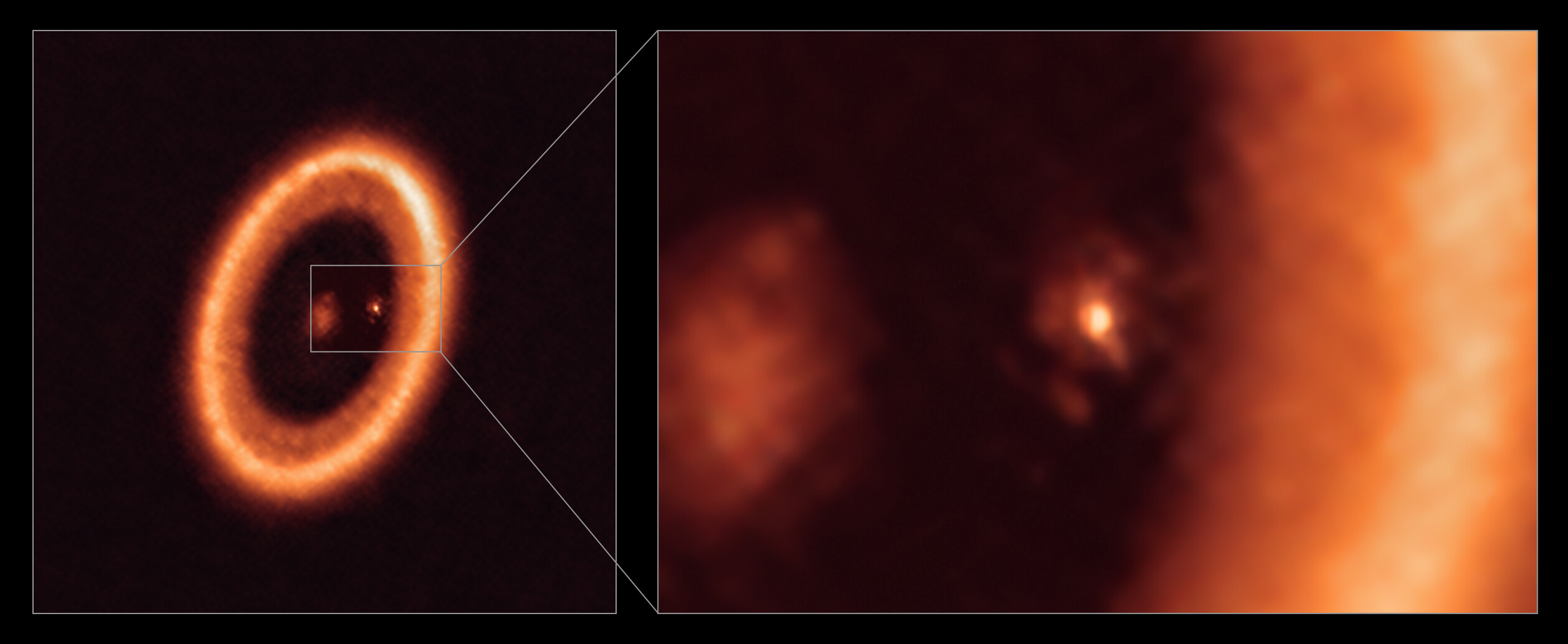
Immagine ripresa da ALMA del disco circumplanetario attorno al pianeta extrasolare PDS 70c

Il disco protoplanetario attorno a PDS 70 è stato ipotizzato per la prima volta nel 1992 e effettivamente osservato nel 2006 con un coronografo del VLT.
Il disco ha un raggio di circa 140 au. Nel 2012 è stata scoperta una vasta lacuna, ampia ~65 au, che fu imputata alla formazione planetaria.
In seguito si vide che la lacuna era suddivisa in varie regioni: fino a 80 au, erano assenti i granuli di polvere di grandi dimensioni, mentre i piccoli granuli erano assenti nella regione fino a 65 au. Inoltre è presente una asimmetria nella forma della lacuna; l'insieme di questi fattori indica la probabile presenza di alcuni pianeti che influenzano la forma della lacuna e la distribuzione della polvere cosmica.

## Il sistema planetario
I pianeti identificati che compongono il sistema planetario di PDS 70 sono attualmente i seguenti.
| Pianeta | Tipo           | Massa      | Raggio       | Periodo orb.             | Sem. maggiore                    | Eccentricità       | Incl. orbita   | Scoperta |
| ------- | -------------- | ---------- | ------------ | ------------------------ | -------------------------------- | ------------------ | -------------- | -------- |
| b       | Gioviano caldo | 7,0±0,5 MJ | 1,75±0,75 rJ | 45108+3580 −1790 giorni  | 22,7+2,0 −0,5 unità astronomiche | 0.17 ± 0,06        | 131,0+2,9 −2,6 | 2018     |
| c       | Gioviano caldo | 4,4±1,1 MJ |              | 69945+5771 −11500 giorni | 30,2+2,0 −2,4 unità astronomiche | 0,037+0,041 −0,025 | 130,5+2,5 −2,4 | 2019     |

Nel 2018, il sistema ottico spettrografico ad alto contrasto SPHERE in dotazione al Very Large Telescope (VLT) ha ricostruito l'immagine di un pianeta facente parte del disco protoplanetario della stella. La massa stimata del pianeta era di alcune volte quella di Giove, con una temperatura di circa 1000 ºC e un'atmosfera con la presenza di nubi; l'orbita ha un semiasse maggiore di circa 3,22 miliardi di chilometri (21,5 au), il tempo per compiere una rivoluzione completa è di circa 120 anni.
La modellizzazione prevede che il pianeta abbia acquisito il suo disco di accrescimento, che è stato poi confermato da osservazioni nel 2019; è stato misurato un tasso di accrezione di almeno 5*10−7 masse gioviane all'anno.
Uno studio del 2021 con nuovi metodi e nuovi dati, ha suggerito un tasso di accrezione più basso e stimato a 1,4 ± 0,2*10−8 masse gioviane all'anno.
Non è chiaro come poter riconciliare questi risultati tra loro e con gli attuali modelli di accrezione planetaria; ci si attende che futuri avanzamenti nella comprensione dei meccanismi di accrezione e la rilevazione delle linee di emissione Hα permettano di risolvere la questione.
Il raggio ottico del disco spesso di accrezione è di 3,0 ± 0,2 volte il raggio di Giove, significativamente più ampio del pianeta stesso. La temperatura bolometrica è di 1.193 ± 20 K. Lo spettro di emissione di PDS 70 b indica un colore grigio, privo di caratteristiche peculiari; non è stata rilevata la presenza di specie molecolari.
Un secondo pianeta, chiamato PDS 70 c, è stato scoperto nel 2019 usando lo spettroscopio a campo integrale MUSE del VLT. Il pianeta orbita la sua stella a una distanza di 5,31 miliardi di chilometri (35,5 au), cioè più lontano di PDS 70 b. PDS 70 c è in risonanza orbitale 1:2 con PDS 70 b; questo indica che il pianeta "c" completa una rivoluzione quasi ogni due del pianeta "b".

Nell'immagine, scattata da ALMA, si vede PSD 70 nel cerchio al centro, PSD 70b nel cerchio piccolo continuo e nel cerchio trateggiato i frammenti del possibile protopianeta. Si nota anche, vicino al bordo interno sinistro del disco proplanetario, PSD 70c

## Disco circumplanetario
Nel luglio 2019, in seguito a osservazioni astronomiche effettuate con l'Atacama Large Millimeter Array (ALMA), è stata riportata la prima scoperta di un disco circumplanetario dove è in corso la formazione di pianeti. Il disco è stato osservato attorno a PDS 70c, con un ulteriore potenziale disco anche attorno a PDS 70b. Il materiale vicino a PDS 70 b, quantificato in una massa equivalente tra 0,03 e 2 lune terrestri, farebbe supporre la formazione in essere di un ulteriore esopianeta che condividerebbe così l'orbita con il pianeta b, magari in risonanza come un oggetto troiano. Tale configurazione potrebbe essere analoga a quella che si suppone abbia portato alla formazione della nostra Luna.
Il disco è stato confermato in una ricerca pubblicata nel maggio 2020 da ricercatori del California Institute of Technology, che hanno utilizzato i telescopi Keck installati a Mauna Kea. Un'immagine del disco circumplanetario attorno al pianeta "c" è stata pubblicata nel novembre 2021.